# Pleopeltis pinnatifida
Pleopeltis pinnatifida es una especie de helecho de la familia Polypodiaceae autóctono de Argentina.

## Descripción
Es un tipo de planta saxícola (crece entre las rocas) o también epifita. Posee rizomas rastreros y cuyo fronde (hoja) puede medir hasta 20 cm de alto.
Es una especie que se puede encontrar en el norte y centro de Argentina.

## Taxonomía
Pleopeltis pinnatifida fue descrita por Gillies ex Hook. & Grev. y publicado en Icones Filicum 2: t. 157. 1831.
Sinonimia
- Polypodium argentinum Maxon
- Polypodium ratibori Copel.[2]